# Французька міліція

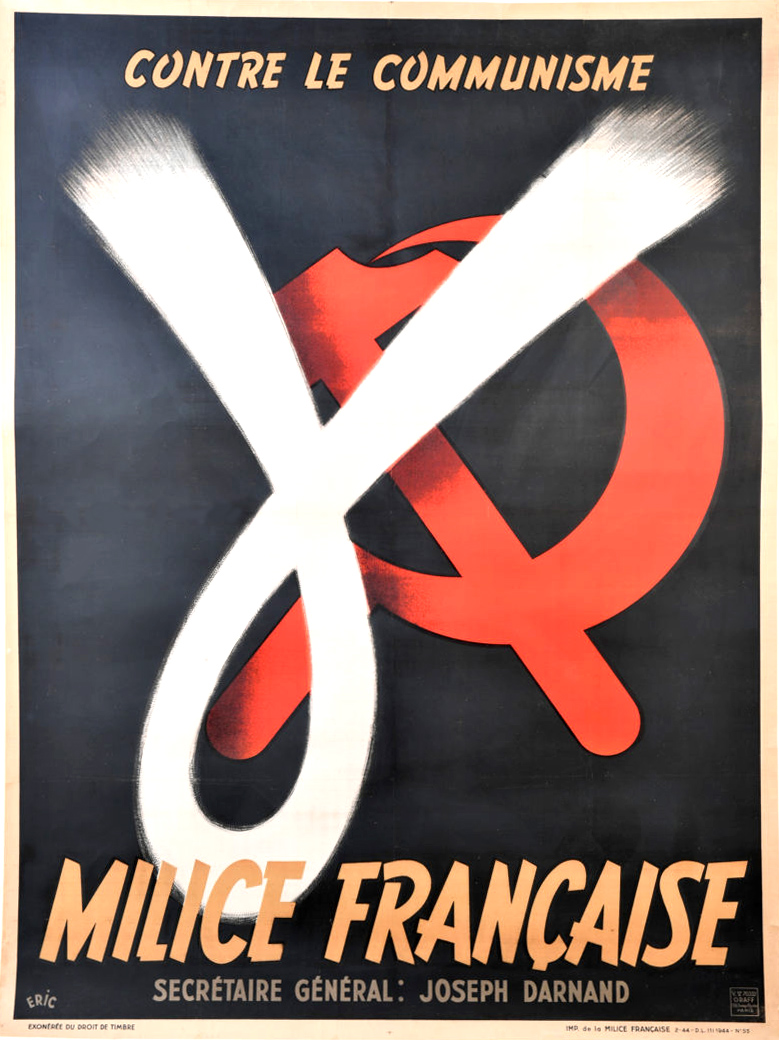
Пропагандистський плакат, що закликає населення вступати до лав Французької міліції

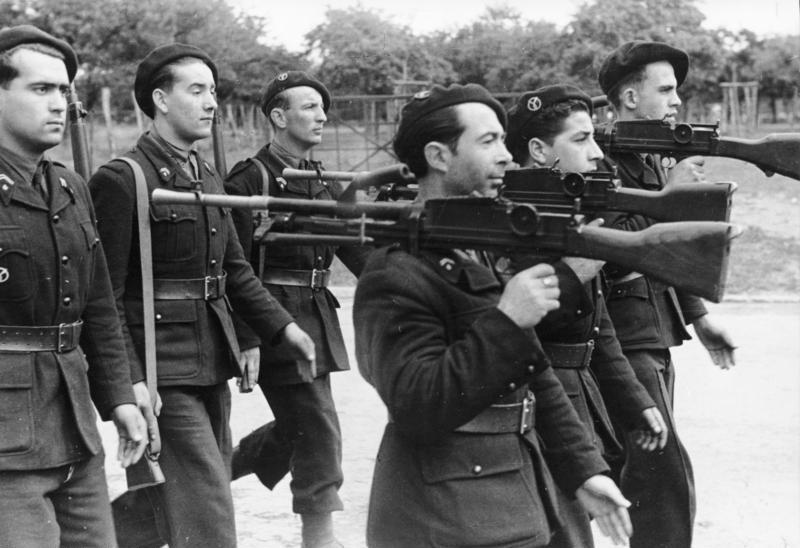
Парад частин Французької міліції

Французька міліція (фр. Milice française фр. вимова: [milis]) — правоохоронний орган Вішистської Франції, створений колоборантами під час Другої Світової Війни. Займався придушенням повстань у Франції.

## Організація
Французька міліція або інакше Міліція Віші, як діюча військова сила, існувала в період з 1943 по 1944 роки, після окупації всієї території Франції німецькими військами в ході операції «Антон» і посилення у зв'язку з цим Руху Опору. Керівником міліції став правоекстремістський французький політик Еме-Жозеф Дарнан, відомий ще з 1936—1937 років як активний учасник профашистської організації кагулярів. Протягом 1943—1944 років у лавах Французької міліції побувало до 45 тисяч добровольців, найбільша ж її чисельність разово дорівнювала 30 тисячам вояків. Завданням підрозділів Французької міліції було переслідування на теренах Франції всіх противників колабораціоністського Режиму Віші, насамперед борців Руху Опору]]. У своїй діяльності французька міліція тісно співпрацювала зі спецслужбами Третього Райху, як Гестапо та іншими.